# Punk Rock Songs
Punk Rock Songs (The Epic Years) è una compilation del gruppo punk rock, Bad Religion, pubblicato il 30 aprile 2002. L'album è una raccolta dei maggiori successi e alcune tracce live dal loro periodo con Atlantic Records e Epic Records. Comunque, non contiene nessuna canzone di Recipe for Hate , perché è stato commercializzato da Epitaph Records prima della ripubblicazione da Atlantic Records.

## Tracce
1. Punk Rock Song
2. The Gray Race
3. The Streets of America
4. A Walk
5. Ten in 2010
6. New America
7. I Love My Computer
8. It's A Long Way to the Promised Land
9. Hear It
10. Raise Your Voice (con Campino dei Toten Hosen)
11. No Substance
12. Infected
13. 21st Century (Digital Boy)
14. Stranger Than Fiction
15. Dream of Unity
16. Punk Rock Song (Versione Tedesca)
17. Leave Mine to Me (Live)
18. Change of Ideas (Live)
19. Slumber (Live)
20. Cease (Live)

Sulla versione giapponese e tedesca, ci sono delle tracce bonus:
1. We're Only Gonna Die (con i Biohazard, Live)
2. The Henchman '98 (Live)
3. The Answer (Live)
4. The Universal Cynic
5. The Dodo

## Formazione
- Greg Graffin - voce
- Brian Baker - chitarra
- Greg Hetson - chitarra
- Jay Bentley - basso
- Bobby Schayer - batteria